# Tavira
Tavira é uma cidade portuguesa no distrito de Faro, região e sub-região do Algarve, com cerca de 13 843 habitantes (2021). Situa-se na zona do Sotavento (Algarve oriental).
É sede do município de Tavira com 606,97 km² de área e 27 524 habitantes (censo de 2021) subdividido em 6 freguesias. O município é limitado a norte pelo município de Alcoutim, a leste por Castro Marim e pela parte ocidental do município de Vila Real de Santo António, a sudoeste por Olhão, a oeste por São Brás de Alportel, a noroeste por Loulé e a sul tem litoral no oceano Atlântico.
Inscrita na Lista Representativa como Património Cultural Imaterial da Humanidade da  UNESCO  em Novembro 2010 em Nairobi, no Quénia por Espanha, Itália, Grécia e Marrocos, a Dieta Mediterrânica  teve a sua extensão a Portugal, Chipre e Croácia  inscrita a 4 de Dezembro de 2013 em Baku, no Azerbaijão, sendo Tavira a comunidade representativa de Portugal.
Pertence à rede das Cidades Cittaslow.

## Geografia

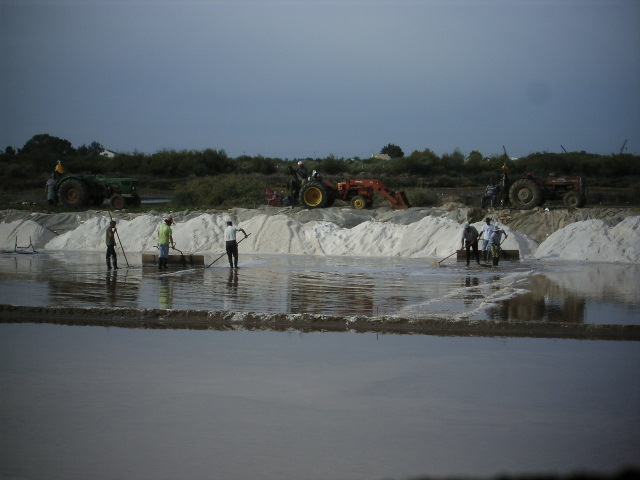
Salinas de Tavira

O relevo é plano no litoral e muito acidentado na região serrana, na qual alguns picos ultrapassam os 500 metros de altitude. O município é atravessado por diversos cursos de água, tais como o Rio Gilão (também conhecido como Rio Séqua, ou Ribeira da Asseca), a ribeira do Almargem ou o Rio Vascão. No município de Tavira as três sub-regiões naturais do Algarve estão bem demarcadas: o litoral, o barrocal e a serra.
A costa do município de Tavira possui algumas das mais belas praias do Algarve e de Portugal, todas elas incluídas no Parque Natural da Ria Formosa. O mar pode atingir temperaturas muito agradáveis durante o Verão e no início do Outono, as quais por podem rondar os 26 °C nos meses mais quentes. As praias do município são: Praia do Lacém, Praia de Cabanas de Tavira, Praia da Ilha de Tavira, Praia da Terra Estreita, Praia do Barril e Praia do Homem Nu.
A Ria Formosa ocupa todo o litoral do município, encontrando-se separada do mar por duas barras dunares: a Ilha de Cabanas e a Ilha de Tavira. Para além das ilhas-barreira, a ria integra um conjunto de canais, salinas e sapais.
A Serra de Santa Maria é a designação atribuída à Serra do Caldeirão no município de Tavira; existem vários picos arredondados acima dos 500 metros de altitude. Toda esta barreira montanhosa de baixa altitude impede a influência dos ventos frios de quadrante norte, e enfraquece as frentes chuvosas vindas de noroeste, ajudando assim a definir o clima do litoral algarvio. Para além disso, constitui uma barreira de condensação para as massas de ar húmido provenientes do Golfo de Cádiz.

### Clima
O clima da região é temperado mediterrânico; de acordo com a classificação climática de Köppen-Geiger, Tavira apresenta um clima temperado com um inverno chuvoso e um verão seco e quente (Csa). A temperatura média anual ronda os 18 °C, tal como no restante litoral e barrocal do sotavento algarvio. No mês de Agosto as temperaturas máximas rondam os 30 °C e as mínimas os 19 °C, ao passo que, no mês de Janeiro, as máximas rondam os 16 °C e as mínimas os 7 °C.
Atendendo à normal climatológica 1961-1990, a cidade apresenta uma precipitação média anual de 576 mm, distribuída ao longo de cerca de 65 dias, concentrados essencialmente entre Outubro e Abril. A precipitação encontra-se essencialmente concentrada entre Outubro e Fevereiro, sendo Dezembro o mês mais chuvoso do ano, com cerca de 100 mm de precipitação média. Existem cinco meses secos, de Maio a Setembro.
O outono climatológico, regra geral, tem início em meados de Outubro. Durante o outono e o inverno são frequentes períodos curtos de precipitação intensa e trovoada, que alternam com dias amenos de céu limpo. As ondas de frio são raras e muito curtas, e ocorrem essencialmente no final de Dezembro ou no início de Janeiro: nos anos em que se verificam estes fenómenos meteorológicos, as mínimas podem se aproximar dos 0 °C. A última vez que ocorreu queda de neve na cidade foi em Fevereiro de 1954, mas na madrugada de 1 de Fevereiro de 2006 nevou na serra do Caldeirão, na região de Cachopo.
A primavera climatológica pode ter início no final de Fevereiro, e é uma estação inconstante, podendo oscilar de ano para ano entre seca ou chuvosa. Na serra do Caldeirão, a precipitação média anual supera os 800 mm, e existem apenas quatro meses secos (Maio supera os 30 mm); para além disso, a temperatura média anual é inferior ao litoral.
Na região serrana, os fenómenos convectivos podem ser frequentes na transição da primavera para o verão (Abril e Maio) e do verão para o outono (Setembro e Outubro).

## Freguesias
O município de Tavira está dividido em 6 freguesias:

Freguesias do município de Tavira

| Freguesia                        | Residentes (2011) | Residentes (2021) |
| -------------------------------- | ----------------- | ----------------- |
| Cachopo                          | 716               | 471               |
| Conceição e Cabanas de Tavira    | 2619              | 3428              |
| Luz de Tavira e Santo Estêvão    | 4535              | 4731              |
| Santa Catarina da Fonte do Bispo | 1809              | 1873              |
| Santa Luzia                      | 1455              | 1593              |
| Tavira                           | 15133             | 15434             |
| Total                            | 26167             | 27530             |

## Demografia
De acordo com os dados do INE o distrito de Faro registou em 2021 um acréscimo populacional na ordem dos 3.7% relativamente aos resultados do censo de 2011. No concelho de Tavira esse acréscimo rondou os 5.2%. 

Número de habitantes que tinham a residência oficial neste município à data em que os censos se realizaram:
| Número de habitantes por Grupo Etário ★★ | Número de habitantes por Grupo Etário ★★ | Número de habitantes por Grupo Etário ★★ | Número de habitantes por Grupo Etário ★★ | Número de habitantes por Grupo Etário ★★ | Número de habitantes por Grupo Etário ★★ | Número de habitantes por Grupo Etário ★★ | Número de habitantes por Grupo Etário ★★ | Número de habitantes por Grupo Etário ★★ | Número de habitantes por Grupo Etário ★★ | Número de habitantes por Grupo Etário ★★ | Número de habitantes por Grupo Etário ★★ | Número de habitantes por Grupo Etário ★★ | Número de habitantes por Grupo Etário ★★ |
| ---------------------------------------- | ---------------------------------------- | ---------------------------------------- | ---------------------------------------- | ---------------------------------------- | ---------------------------------------- | ---------------------------------------- | ---------------------------------------- | ---------------------------------------- | ---------------------------------------- | ---------------------------------------- | ---------------------------------------- | ---------------------------------------- | ---------------------------------------- |
|                                          | 1900                                     | 1911                                     | 1920                                     | 1930                                     | 1940                                     | 1950                                     | 1960                                     | 1970                                     | 1981                                     | 1991                                     | 2001                                     | 2011                                     | 2021                                     |
| 0-14 Anos                                | 8 202                                    | 8 317                                    | 7 416                                    | 8 150                                    | 7 880                                    | 7 492                                    | 6 207                                    | 4 470                                    | 4 895                                    | 4 122                                    | 3 121                                    | 3 513                                    | 3 199                                    |
| 15-24 Anos                               | 5 097                                    | 4 834                                    | 4 843                                    | 5 261                                    | 5 083                                    | 5 973                                    | 4 194                                    | 3 095                                    | 3 236                                    | 3 359                                    | 3 130                                    | 2 390                                    | 2 389                                    |
| 25-64 Anos                               | 10 482                                   | 10 970                                   | 10 739                                   | 12 565                                   | 13 450                                   | 14 262                                   | 14 017                                   | 11 720                                   | 12 103                                   | 12 353                                   | 12 900                                   | 14 032                                   | 13 871                                   |
| = ou > 65 Anos                           | 1 412                                    | 1 619                                    | 1 603                                    | 2 007                                    | 2 444                                    | 2 976                                    | 3 380                                    | 3 635                                    | 4 381                                    | 5 023                                    | 5 846                                    | 6 232                                    | 8 064                                    |

★★ De 1900 a 1950 os dados referem-se à população "de facto", ou seja, que estava presente no município à data em que os censos se realizaram. Daí que se registem algumas diferenças relativamente à designada população residente.

## Economia
O município de Tavira tem uma grande área de barrocal e serra, e as suas principais produções são, além da pesca e da aquicultura (zona da Ria Formosa, estando a atividade de produção de conservas de peixe praticamente extinta), a agricultura - com grandes extensões de pomares, e a exploração dos recursos da serra (mel e cortiça, por exemplo).
A indústria turística localiza-se sobretudo no litoral, explorando as grandes extensões de praias do município, na Ilha de Tavira e na Ilha de Cabanas.

## Património
Ver também: Lista de património edificado em Tavira
Património não religioso
- Arraial Ferreira Neto
- Arqueosítio do Cerro do Cavaco
- Casa André Pilarte (na Rua No

va da Avenida, nº13)
- Casas da Família Guerreiro (arquiteto: Raul Lino)
- Castelo de Tavira (muralhas)
- Edifício Arte Nova
- Edifício na Rua Dr. Miguel Bombarda, nºs 47, 49 e 51
- Estação arqueológica romana da Luz de Tavira ou Cidade romana de Balsa
- Forte de São João da Barra
- Forte do Rato ou Forte de Santo António de Tavira ou Forte da Ilha das Lebres
- Mercado de Santa Catarina de Fonte do Bispo[11]
- Palácio da Galeria
- Pego do Inferno (Moinhos da Rocha)
- Ponte antiga sobre o Rio Gilão
- Ponte velha do Almargem
- Quartel da Atalaia
- Quartel da Graça
- Torre de Aires

Património religioso
- Capela de São Sebastião
- Capela de Nossa Senhora da Consolação
- Conjunto da Igreja Matriz de Nossa Senhora da Luz de Tavira e Rossio da Luz de Tavira
- Convento das Bernardas ou Convento de São Bernardo ou Convento de Nossa Senhora da Piedade
- Convento de Nossa Senhora da Graça ou Convento das Eremitas de Santo Agostinho
- Ermida de Nossa Senhora da Piedade
- Ermida de Nossa Senhora das Angústias ou Ermida do Senhor do Calvário
- Ermida de Nossa Senhora do Livramento ou Ermida de São Lázaro
- Ermida de Santa Ana (incluindo recheio)
- Ermida de São Roque
- Igreja da Misericórdia de Tavira
- Igreja da Nossa Senhora do Mar
- Igreja da Ordem Terceira do Carmo ou Igreja do Carmo e Convento do Carmo
- Igreja de Nossa Senhora das Ondas ou Igreja de São Pedro Gonçalves Telmo
- Igreja de Santa Maria do Castelo
- Igreja de Santiago
- Igreja de Santo António
- Igreja de São Francisco ou Convento de São Francisco
- Igreja de São José do Hospital ou Igreja do Espírito Santo
- Igreja de São Paulo
- Igreja Matriz de Santa Catarina da Fonte do Bispo
- Igreja Matriz de Santo Estêvão
- Igreja Paroquial

## Cultura

### Museu Municipal de Tavira
É um museu de território, polinucleado, evolutivo e multitemático. Integra a RPM - Rede Portuguesa de Museus, assegurando todas as funções museológicas decorrentes da Lei-Quadro dos Museus Portugueses.
O edifício sede é o Palácio da Galeria, implantado na encosta nascente do castelo, um edifício de estética barroca decorrente da remodelação ocorrida no séc. XVIII da autoria de Diogo Tavares da Ataíde.
O MMT assegura, desde 2002, um programa regular de exposições sobre o património, história da cidade e da região, de arte moderna e contemporânea. Tem diversos núcleos museológicos: Ermida de Santa Ana Ermida de São Sebastião, Igreja de São Gonçalves Telmo ou das Ondas, o Núcleo Expositivo do Bairro Almóada na Pousada de Nossa Senhora da Graça, o Núcleo Museológico Etnográfico de Cachopo, o Núcleo Museológico Islâmico onde se encontra exposto o "Vaso de Tavira" e a coleção do período muçulmano e o Centro Interpretativo de Abastecimento de Água a Tavira.

### Biblioteca
A cidade de Tavira possui uma biblioteca pública designada por Biblioteca Municipal Álvaro de Campos, inaugurada a 24 de Junho de 2005. No edifício onde se encontra instalada, funcionava a antiga cadeia civil de Tavira. É um projeto do arquiteto João Luís Carrilho da Graça, tendo uma área de 1400 metros quadrados.

### Cinema e teatro
Até 1911, existia na cidade de Tavira uma pequena sala de espetáculos designada por Teatro Tavirense. Naquela data, o teatro é encerrado por falta de condições de segurança. Em 1914, é iniciada a construção de um novo teatro, o Teatro Popular, que, devido a condições económicas difíceis derivadas da 1ª Guerra Mundial, apenas seria inaugurado em 27 de Outubro de 1917. A sala de espetáculos muda de nome para Teatro António Pinheiro, em 1942. Em 1964 é demolido, sendo construído outro no mesmo local, e com a designação cineteatro António Pinheiro, em 10 de Fevereiro de 1968, passando a apresentar cinema, teatro e espetáculos musicais.

### Publicações

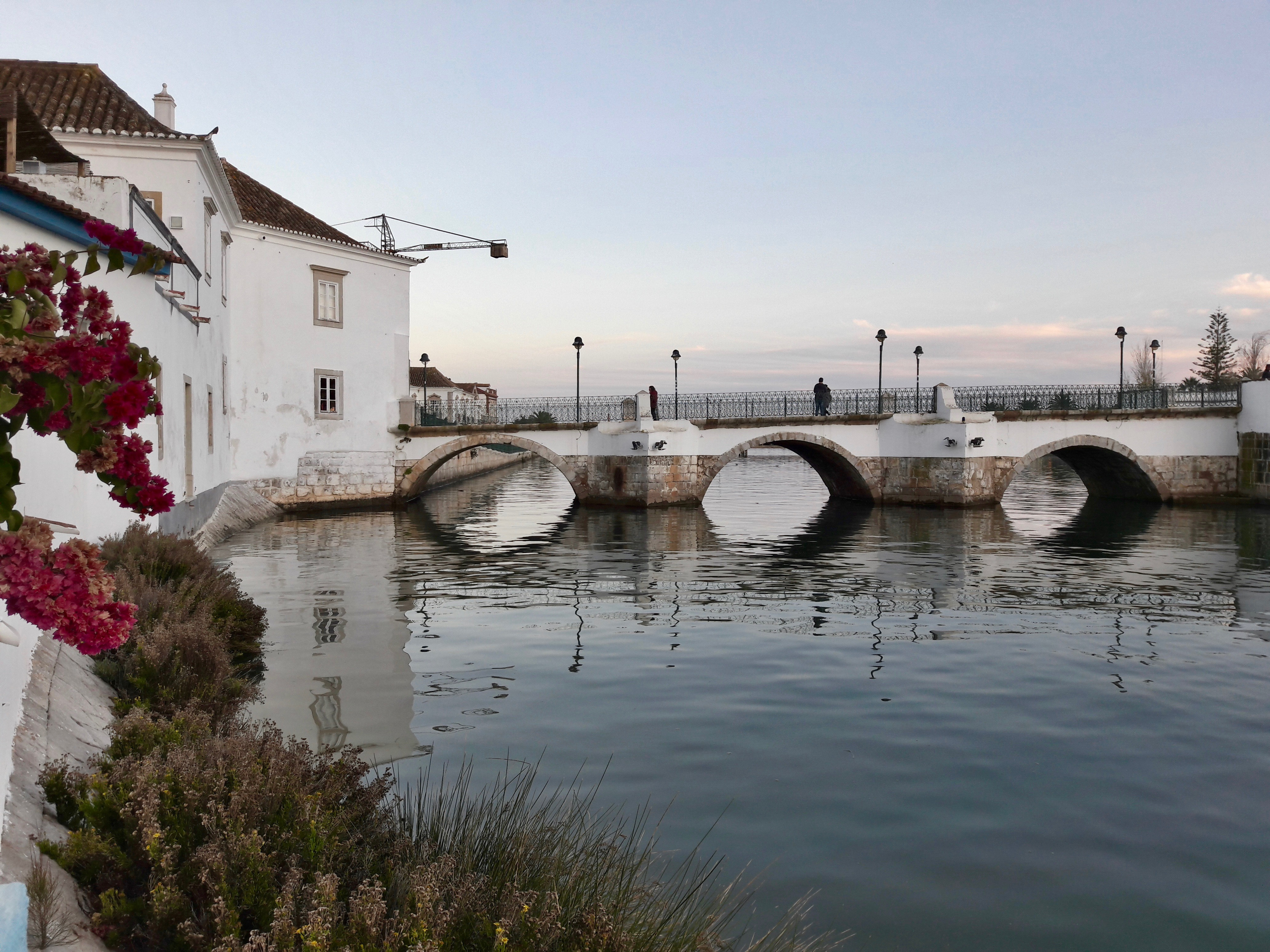
Vista parcial da ponte medieval de Tavira

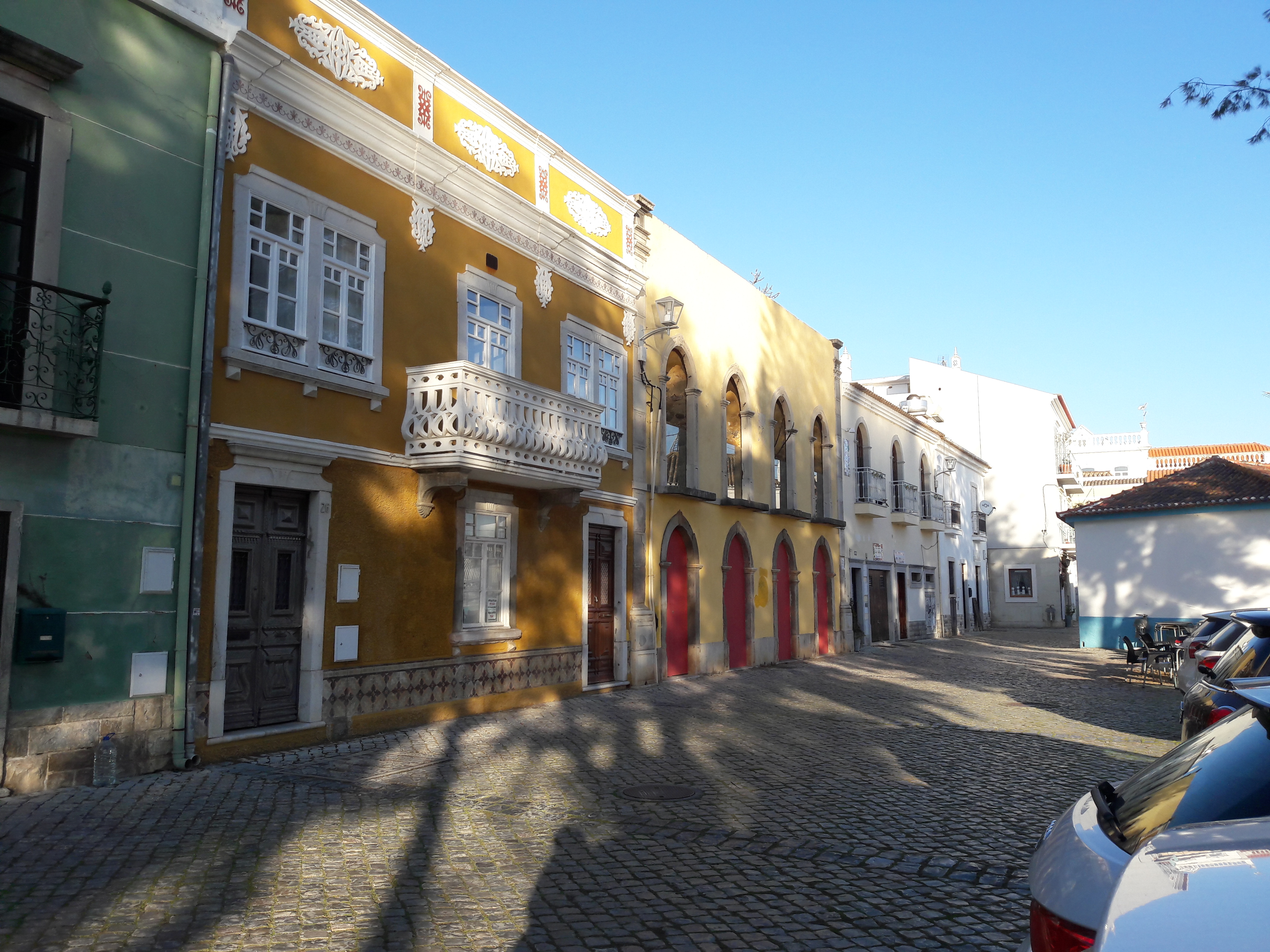
Uma rua de Tavira

Lista com os jornais publicados na cidade de Tavira, entre 1883 e 2015, por ordem cronológica:
- Jornal de Anúncios (1883-1900)
- A Província do Algarve (1886-1887)
- O Combate (1887-1888)
- A Sentinela (1892-1896)
- Correio do Algarve (1897)
- O Reyno do Algarve (1899)
- O Heraldo (1901-1912)
- O Exército Português (1906-1920)
- O Berro (1909)
- O Povo do Algarve (1914-1917)
- Jornal de Anúncios (1921)
- A Folha Tavirense (1921-1922)
- O Séqua (1924-1925)
- O Gilão (1929-1930)
- Povo Algarvio (1929-1931)
- A Acção (1934)
- Povo Algarvio (1934-1975)
- O Tavira (1973-1980)
- Lestalgarve (1981-1985)
- Postal do Algarve (1987) em publicação
- Jornal do Sotavento (1995-2009)

## Praias
- Praia de Cabanas de Tavira
- Ilha de Cabanas
- Praia do Barril

## Desporto

### Ginásio Clube de Tavira
O Ginásio Clube de Tavira é uma associação desportiva da cidade de Tavira, fundada em 19 de Outubro de 1928, por Abílio Encarnação, Renato Graça, Domingos, Soares, José Pereira Nolasco, Teodoro Norato, José Leiria, Mário Palma e J. Pinhol. Inicialmente designada por Tavira Ginásio Clube, a associação teve de alterar o seu nome para Ginásio Clube de Tavira, em 1946, em consequência no disposto numa lei de 1 de Agosto de 1945, que não permitia a utilização do nome da localidade em primeiro lugar.
As primeira atividades do clube incluíam a ginástica, futebol, remo e ténis. Mais tarde seriam incluídos a natação, a vela, a pesca desportiva, hóquei em patins, patinagem, o futebol e o ciclismo. Será com o ciclismo que o clube alcançaria algumas conquistas, nomeadamente na Volta a Portugal em Bicicleta (1958-1988), e na Volta ao Estado de São Paulo de Ciclismo, onde venceu em 1964 e 1965, respetivamente com Jorge Corvo e Sérgio Páscoa.
Em 2009, apenas a secção de futebol continuava em atividade, na sua vertente de formação; o GCT atingiu a sua melhor posição em 1992 ao subir à 3ª Divisão do campeonato nacional. Todas as restantes atividades foram terminando, nomeadamente por razões de ordem económica.
O Ginásio Clube de Tavira foi agraciado com a Medalha de Mérito Desportivo, Medalha de Ouro da Cidade de Tavira e foi distinguido como Clube de Utilidade Pública em 30 de Abril de 1982, no governo cujo Primeiro-ministro era Francisco Pinto Balsemão.

### Clube de Ciclismo de Tavira
O Clube de Ciclismo de Tavira foi fundado em 31 de Agosto de 1979 e, segundo a imprensa, tem a equipa de ciclismo profissional mais antiga do mundo, em atividade ininterrupta.
Em 2008, o ciclista galego David Blanco, ao serviço da equipa Palmeiras Resort Tavira, vence a 70ª Volta a Portugal em Bicicleta dando, assim, a primeira vitória ao clube de Tavira.
Em 2009, foi atribuído o título de vencedor da Volta a Portugal ao ciclista David Blanco, da equipa Palmeiras Resort - Prio - Tavira, devido à desclassificação do inicial vencedor da prova, por ter acusado doping no final da prova. Assim, David Blanco passou a ser o segundo estrangeiro a vencer a principal corrida lusa (2006, 2008 e 2009).
Novamente, em 2010, David Blanco volta a vencer a volta ao serviço da equipa Palmeiras Resort - Prio - Tavira. No ano seguinte, é a vez de Ricardo Mestre, da equipa Tavira-Prio, ganhar a Volta; deste modo, a equipa de Tavira alcança a sua 4ª vitória consecutiva.

## Política

### Eleições autárquicas[21]
| Data | %     | V     | %       | V       | %             | V             | %       | V       | %              | V          | %              | V  | %              | V       | %              | V       | %              | V   | %              | V       | %   | V   | %   | V   | %  | V  | %  | V  | Participação |                |
| Data | PS    | PS    | PPD/PSD | PPD/PSD | FEPU/APU/ CDU | FEPU/APU/ CDU | GDUP    | GDUP    | PCTP/ MRPP     | PCTP/ MRPP | AD             | AD | CDS-PP         | CDS-PP  | UDP/ BE        | UDP/ BE | PRD            | PRD | PSD-CDS        | PSD-CDS | MPT | MPT | PPM | PPM | NC | NC | CH | CH | Participação |                |
| ---- | ----- | ----- | ------- | ------- | ------------- | ------------- | ------- | ------- | -------------- | ---------- | -------------- | -- | -------------- | ------- | -------------- | ------- | -------------- | --- | -------------- | ------- | --- | --- | --- | --- | -- | -- | -- | -- | ------------ | -------------- |
| Data | 1976  | 41,60 | 3       | 31,92   | 3             | 13,88         | 1       | 3,39    | -              | 2,85       | -              |    |                |         |                |         |                |     |                |         |     |     |     |     |    |    |    |    |              | 49,38 / 100,00 |
| 1979 | 35,90 | 3     | AD      | AD      | 19,68         | 1             |         |         | 1,24           | -          | 34,30          | 3  | AD             | AD      | 5,15           | -       | 62,09 / 100,00 |     |                |         |     |     |     |     |    |    |    |    |              |                |
| 1982 | 48,81 | 4     | 18,26   | 1       | 11,25         | 1             |         |         |                |            | 15,11          | 1  | 2,34           | -       | 66,94 / 100,00 |         |                |     |                |         |     |     |     |     |    |    |    |    |              |                |
| 1985 | 47,76 | 4     | 33,65   | 3       | 8,66          | -             |         |         | 1,22           | -          | 5,83           | -  | 62,16 / 100,00 |         |                |         |                |     |                |         |     |     |     |     |    |    |    |    |              |                |
| 1989 | 57,96 | 5     | 27,81   | 2       | 6,01          | -             | 3,89    | -       |                |            |                |    | 56,57 / 100,00 |         |                |         |                |     |                |         |     |     |     |     |    |    |    |    |              |                |
| 1993 | 60,83 | 5     | 27,28   | 2       | 5,08          | -             | 2,47    | -       | 62,49 / 100,00 |            |                |    |                |         |                |         |                |     |                |         |     |     |     |     |    |    |    |    |              |                |
| 1997 | 39,20 | 3     | 51,72   | 4       | 3,97          | -             | 1,26    | -       | 66,58 / 100,00 |            |                |    |                |         |                |         |                |     |                |         |     |     |     |     |    |    |    |    |              |                |
| 2001 | 36,96 | 3     | 54,04   | 4       | 3,28          | -             | 0,94    | -       | 0,90           | -          | 65,70 / 100,00 |    |                |         |                |         |                |     |                |         |     |     |     |     |    |    |    |    |              |                |
| 2005 | 35,39 | 3     | 53,83   | 4       | 2,90          | -             | 1,49    | -       | 2,14           | -          | 65,19 / 100,00 |    |                |         |                |         |                |     |                |         |     |     |     |     |    |    |    |    |              |                |
| 2009 | 45,99 | 4     | 42,32   | 3       | 2,83          | -             | 2,59    | -       | 2,88           | -          | 63,10 / 100,00 |    |                |         |                |         |                |     |                |         |     |     |     |     |    |    |    |    |              |                |
| 2013 | 46,00 | 4     | CDS-PP  | CDS-PP  | 6,92          | -             | PPD/PSD | PPD/PSD | 4,11           | -          | 36,07          | 3  | PSD-CDS        | PSD-CDS | PSD-CDS        | PSD-CDS | 54,97 / 100,00 |     |                |         |     |     |     |     |    |    |    |    |              |                |
| 2017 | 58,35 | 5     | 22,01   | 2       | 4,54          | -             | 2,28    | -       | 4,68           | -          |                |    |                |         |                |         | 3,05           | -   | 53,25 / 100,00 |         |     |     |     |     |    |    |    |    |              |                |
| 2021 | 43,71 | 4     | 42,69   | 3       | 3,33          | -             |         |         | 2,35           | -          |                |    | 4,79           | -       | 54,16 / 100,00 |         |                |     |                |         |     |     |     |     |    |    |    |    |              |                |

### Eleições legislativas
| Data | %     | %     | %     | %    | %     | %     | %        | %     | %     | %     | %    | %   | %       | % | %  | %  |
| Data | PS    | PSD   | CDS   | PCP  | UDP   | AD    | APU/ CDU | FRS   | PRD   | PSN   | BE   | PAN | PSD CDS | L | CH | IL |
| ---- | ----- | ----- | ----- | ---- | ----- | ----- | -------- | ----- | ----- | ----- | ---- | --- | ------- | - | -- | -- |
| 1976 | 45,36 | 22,14 | 9,20  | 6,05 | 3,82  |       |          |       |       |       |      |     |         |   |    |    |
| 1979 | 39,50 | AD    | AD    | APU  | 5,06  | 35,64 | 10,69    |       |       |       |      |     |         |   |    |    |
| 1980 | FRS   | AD    | AD    | APU  | 2,86  | 38,82 | 10,06    | 37,15 |       |       |      |     |         |   |    |    |
| 1983 | 46,79 | 21,94 | 10,15 | APU  | 1,97  |       | 11,25    |       |       |       |      |     |         |   |    |    |
| 1985 | 28,45 | 26,78 | 8,47  | APU  | 2,16  | 10,61 | 16,25    |       |       |       |      |     |         |   |    |    |
| 1987 | 28,97 | 47,47 | 4,46  | CDU  | 0,99  | 6,26  | 3,95     |       |       |       |      |     |         |   |    |    |
| 1991 | 32,14 | 52,49 | 3,09  | CDU  |       | 4,18  | 1,01     | 2,05  |       |       |      |     |         |   |    |    |
| 1995 | 51,45 | 30,08 | 7,60  | CDU  | 0,90  | 4,68  |          | 0,58  |       |       |      |     |         |   |    |    |
| 1999 | 49,81 | 31,85 | 5,66  | CDU  |       | 5,58  |          | 2,08  |       |       |      |     |         |   |    |    |
| 2002 | 41,10 | 39,25 | 7,94  | CDU  | 4,22  | 2,52  |          |       |       |       |      |     |         |   |    |    |
| 2005 | 51,14 | 25,16 | 5,57  | CDU  | 4,79  | 6,87  |          |       |       |       |      |     |         |   |    |    |
| 2009 | 32,58 | 27,20 | 10,93 | CDU  | 5,96  | 14,79 |          |       |       |       |      |     |         |   |    |    |
| 2011 | 25,01 | 37,69 | 12,92 | CDU  | 6,78  | 7,10  | 1,55     |       |       |       |      |     |         |   |    |    |
| 2015 | 34,68 | CDS   | PSD   | CDU  | 6,52  | 14,11 | 1,51     | 32,14 | 0,77  |       |      |     |         |   |    |    |
| 2019 | 39,22 | 22,39 | 3,87  | CDU  | 5,43  | 12,42 | 3,81     |       | 0,91  | 1,62  | 0,81 |     |         |   |    |    |
| 2022 | 43,20 | 26,03 | 0,99  | CDU  | 3,62  | 5,76  | 1,45     | 1,20  | 10,51 | 3,57  |      |     |         |   |    |    |
| 2024 | 28,98 | AD    | AD    | CDU  | 23,78 | 2,52  | 6,18     | 2,23  | 2,73  | 22,62 | 3,77 |     |         |   |    |    |

## Personalidades ilustres
- Luís Fernando Andrade (1942 - 2020) - Fotógrafo
- Oceana Basílio - atriz
- Tomás Cabreira

## Geminações
A vila de Tavira é geminada com as seguintes cidades:
- Quenitra, província Quenitra, Rabate-Salé-Quenitra, Marrocos
- Łańcut, Subcarpácia, Łańcut,  Polônia
- Perpinhão, Pirenéus Orientais, França
- Porto Novo, Santo Antão, Cabo Verde
- Punta Umbría, Huelva, Andaluzia,Espanha
- San Bartolomé de la Torre, Huelva, Andaluzia, Espanha

## Galeria

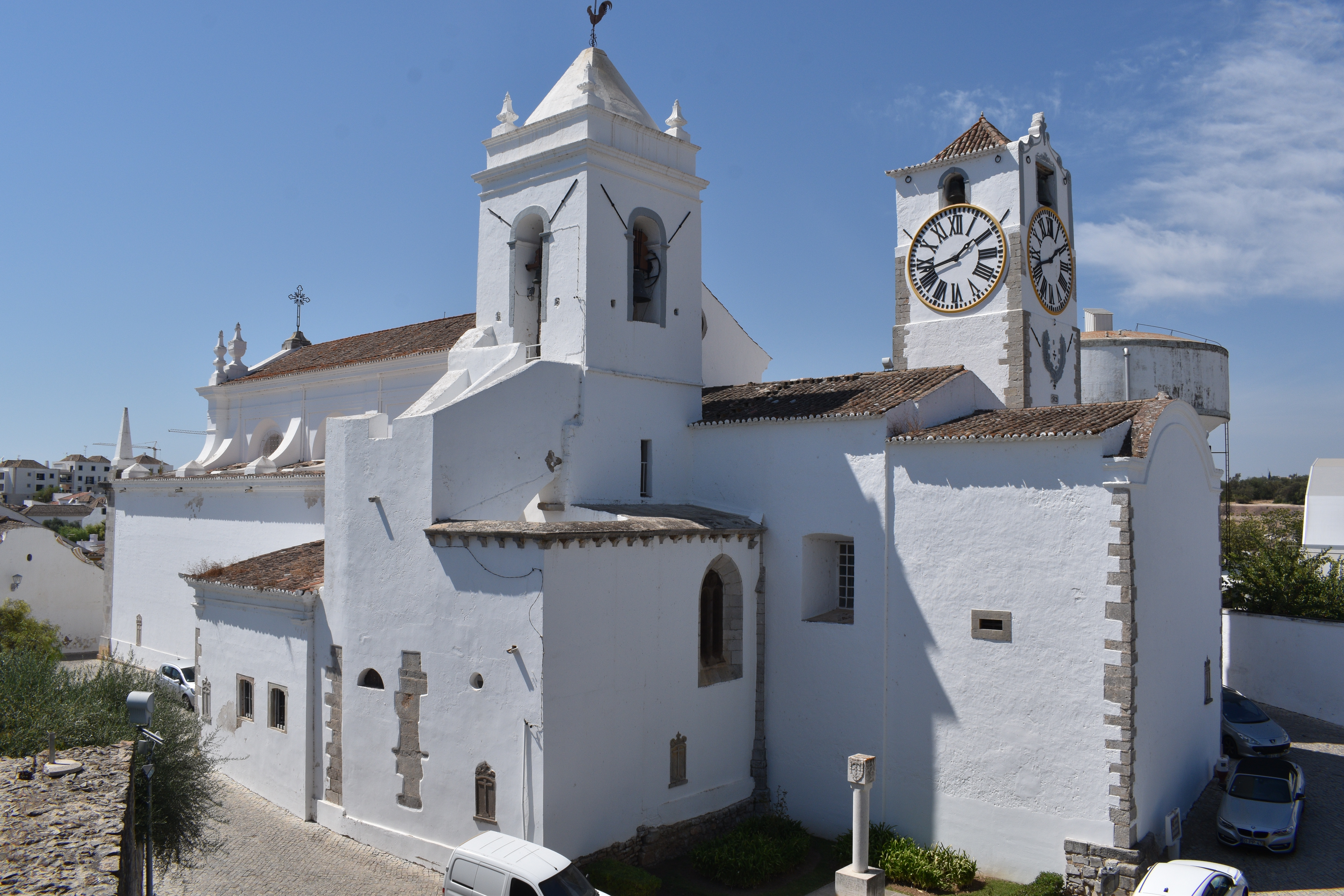
Igreja de Santa Maria do Castelo
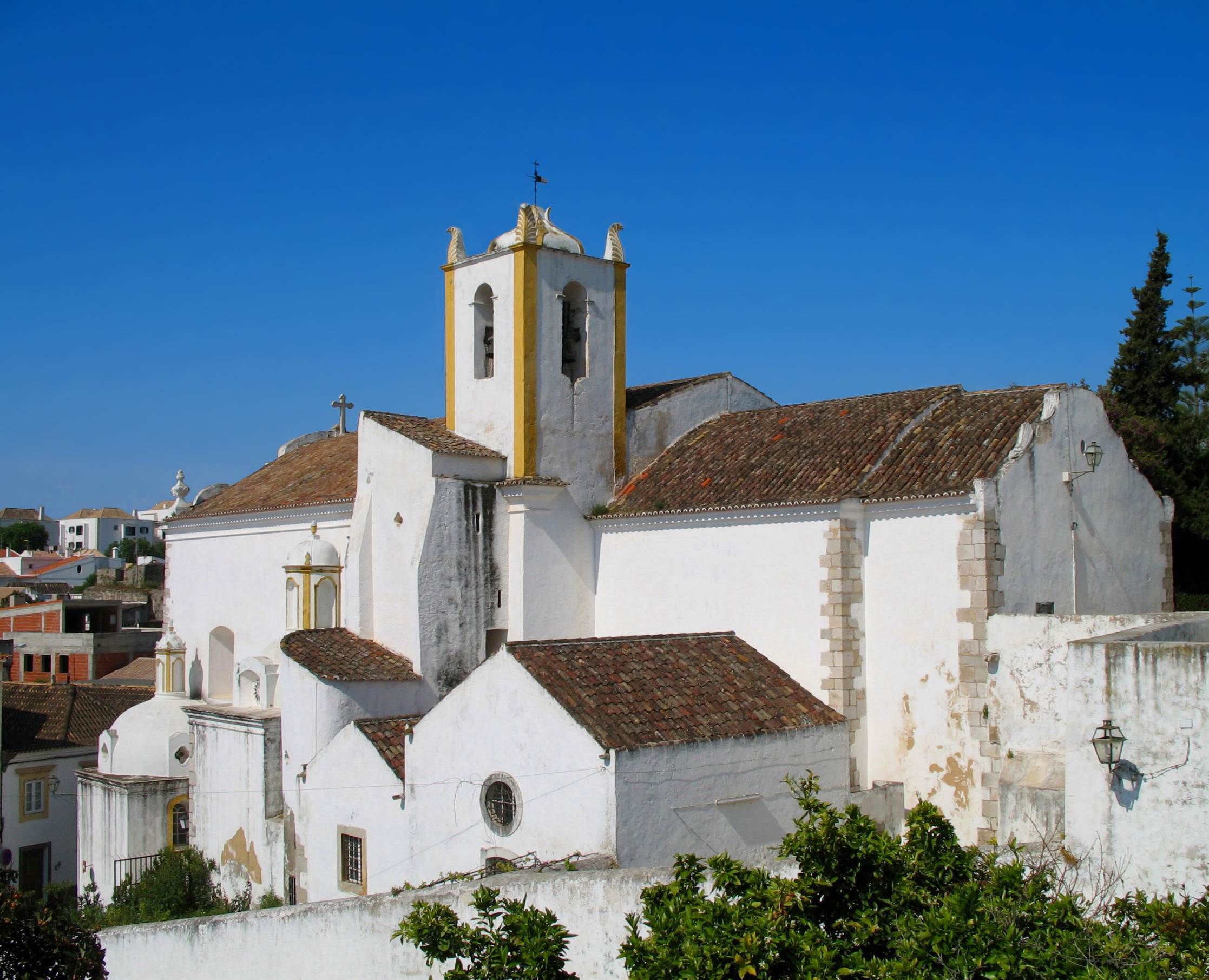
Igreja de Santiago
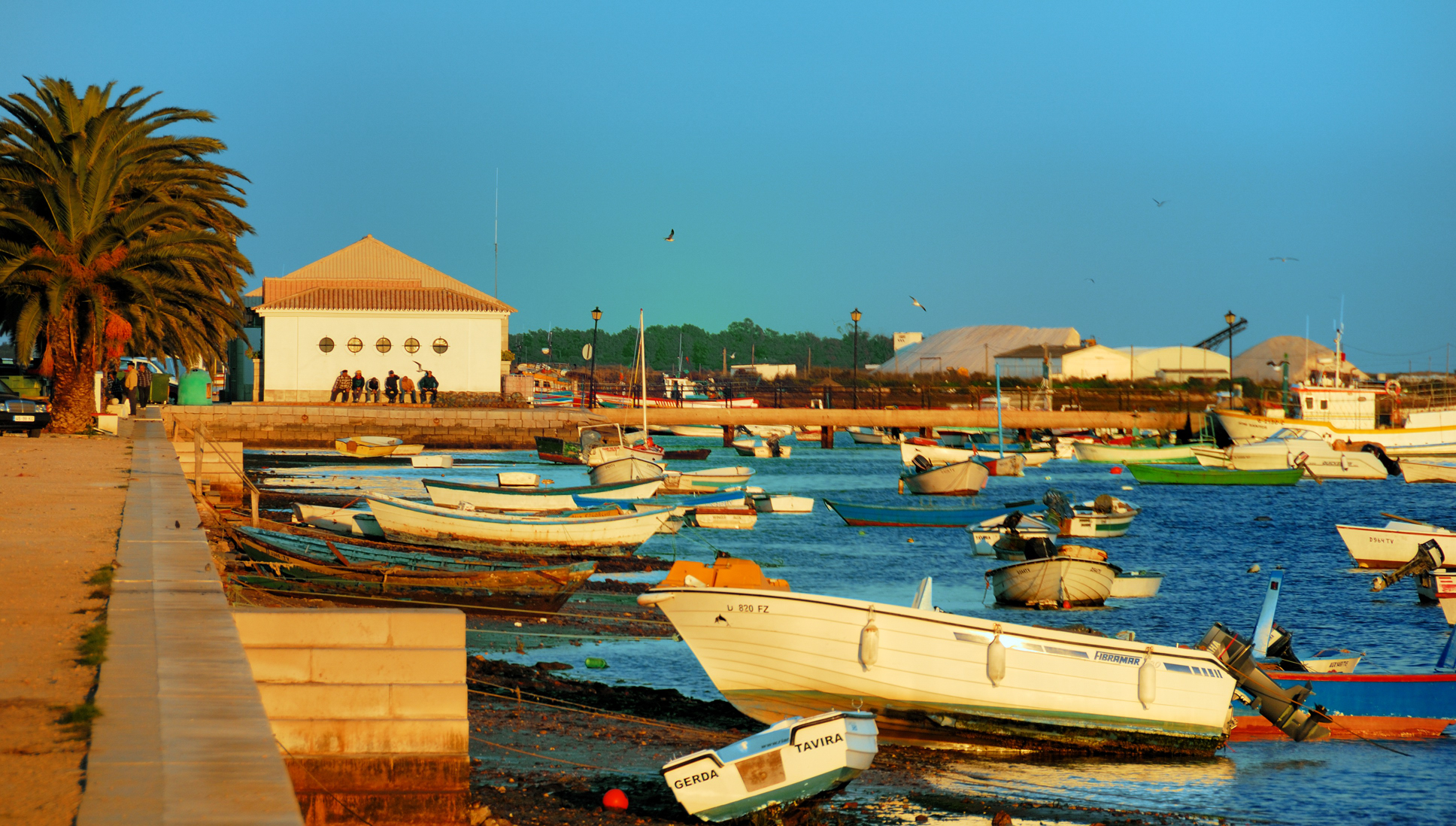
Santa Luzia
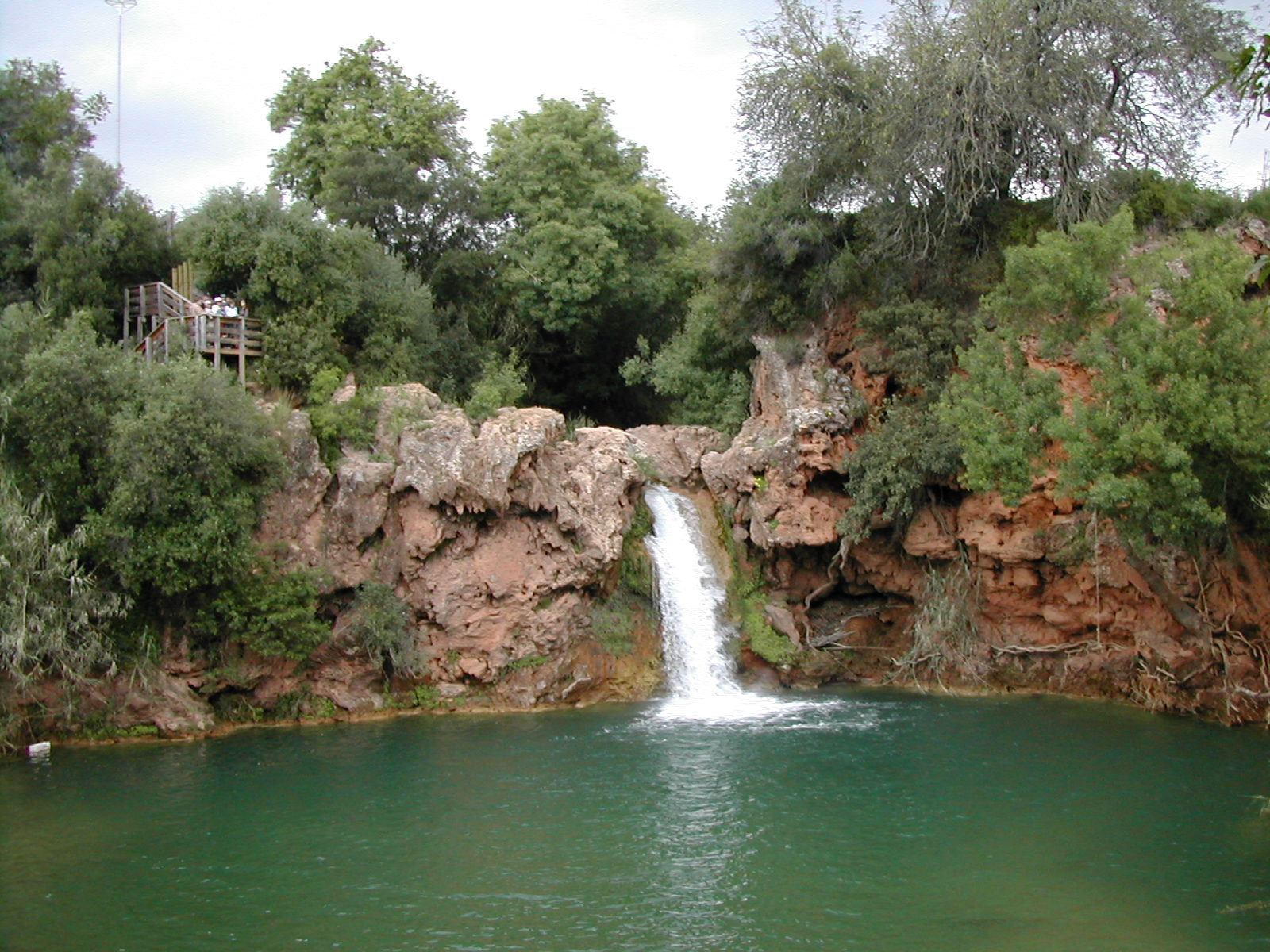
Pego do Inferno
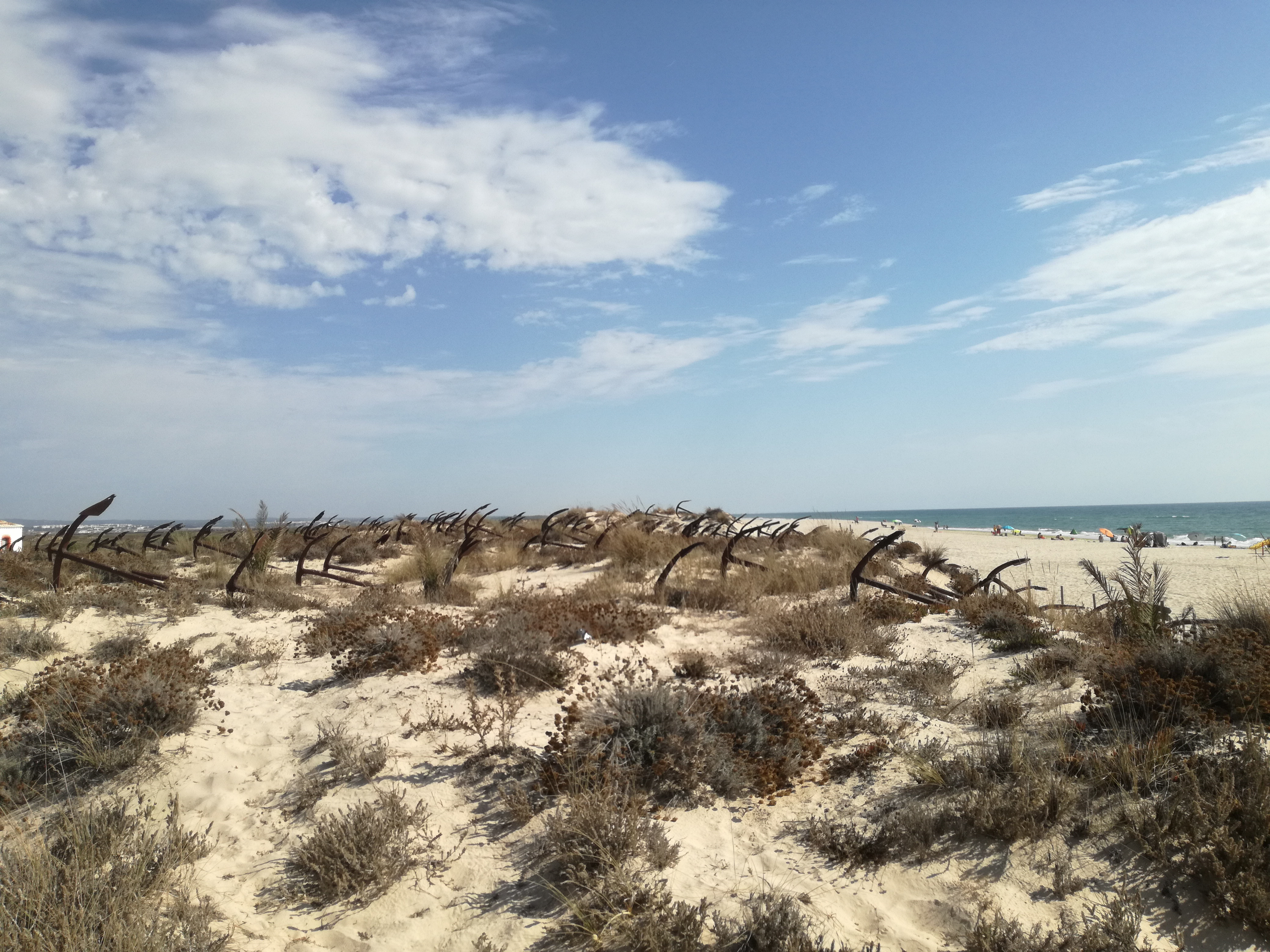
Ilha de Tavira
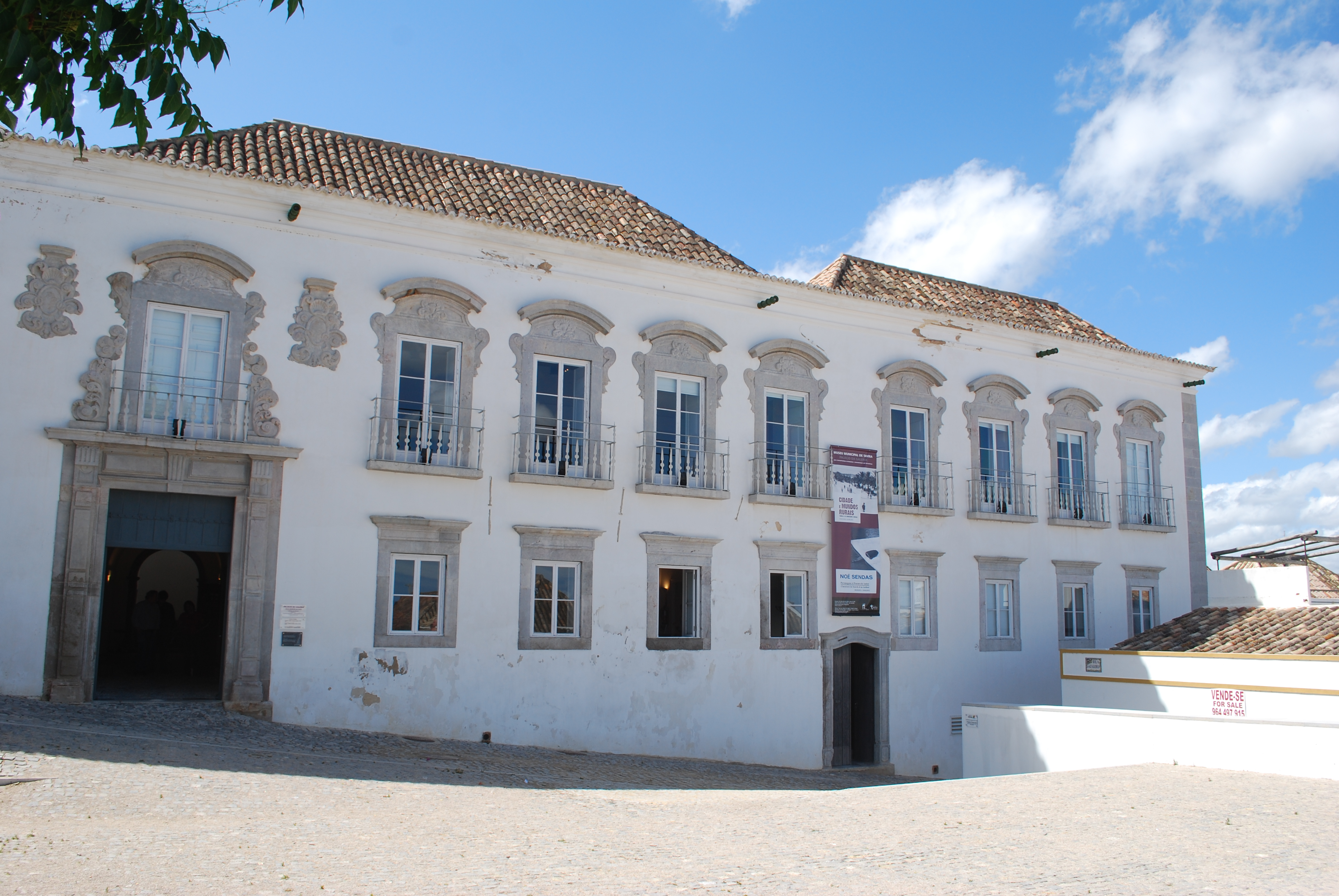
Palácio da Galeria
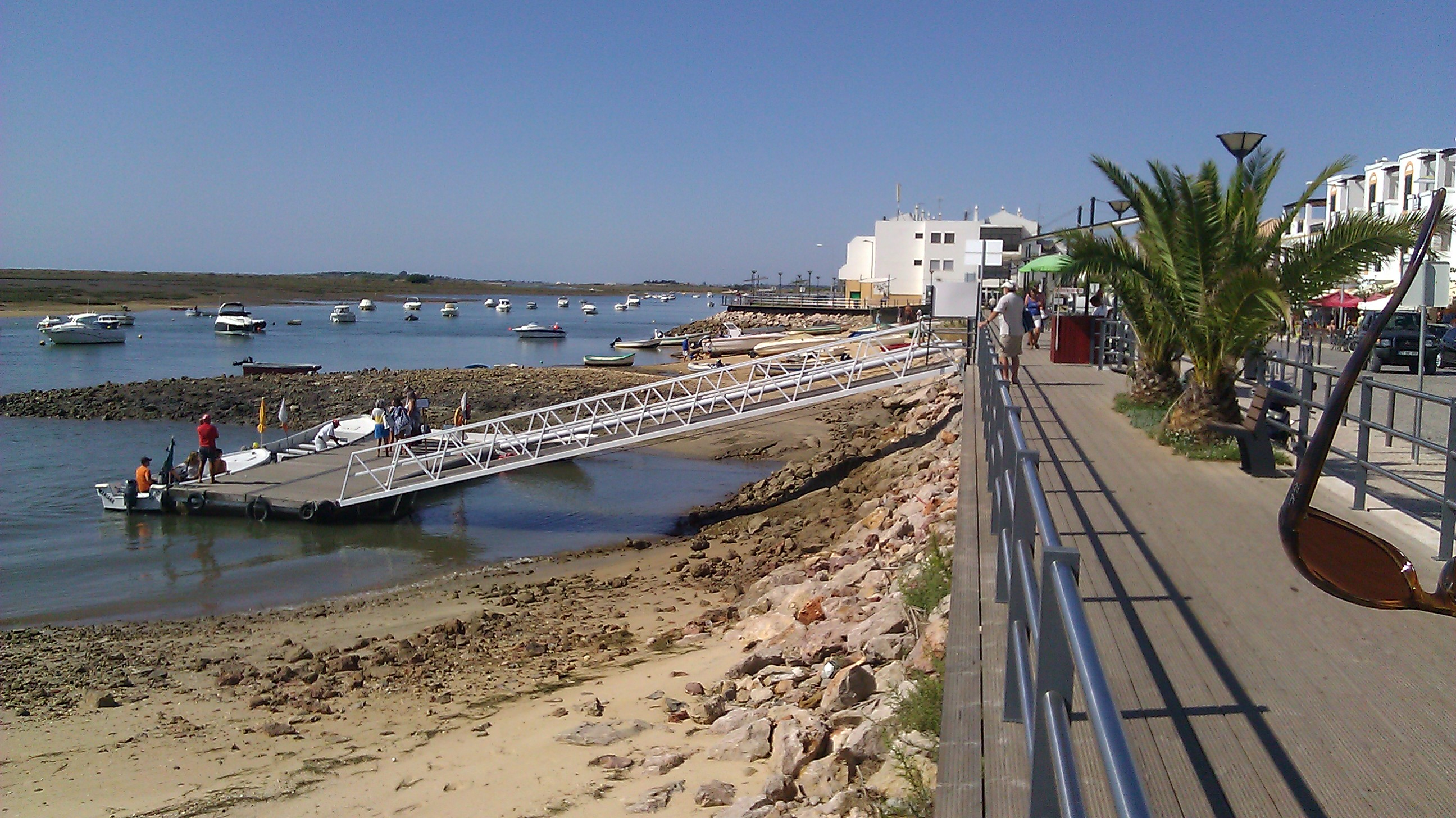
Cabanas
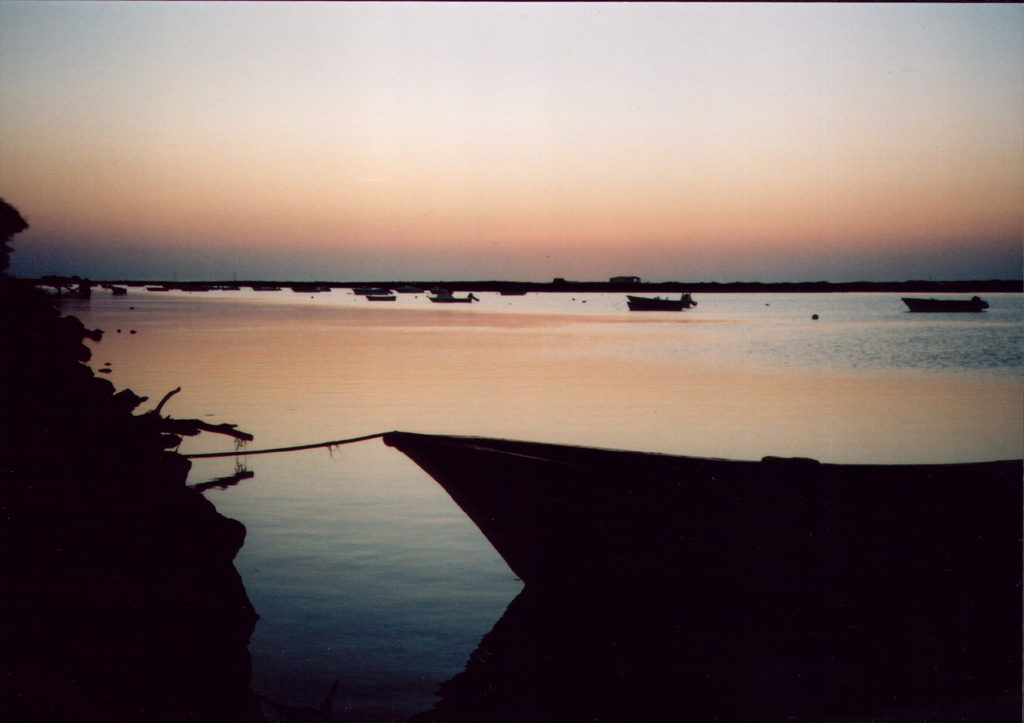
Cabanas de Tavira
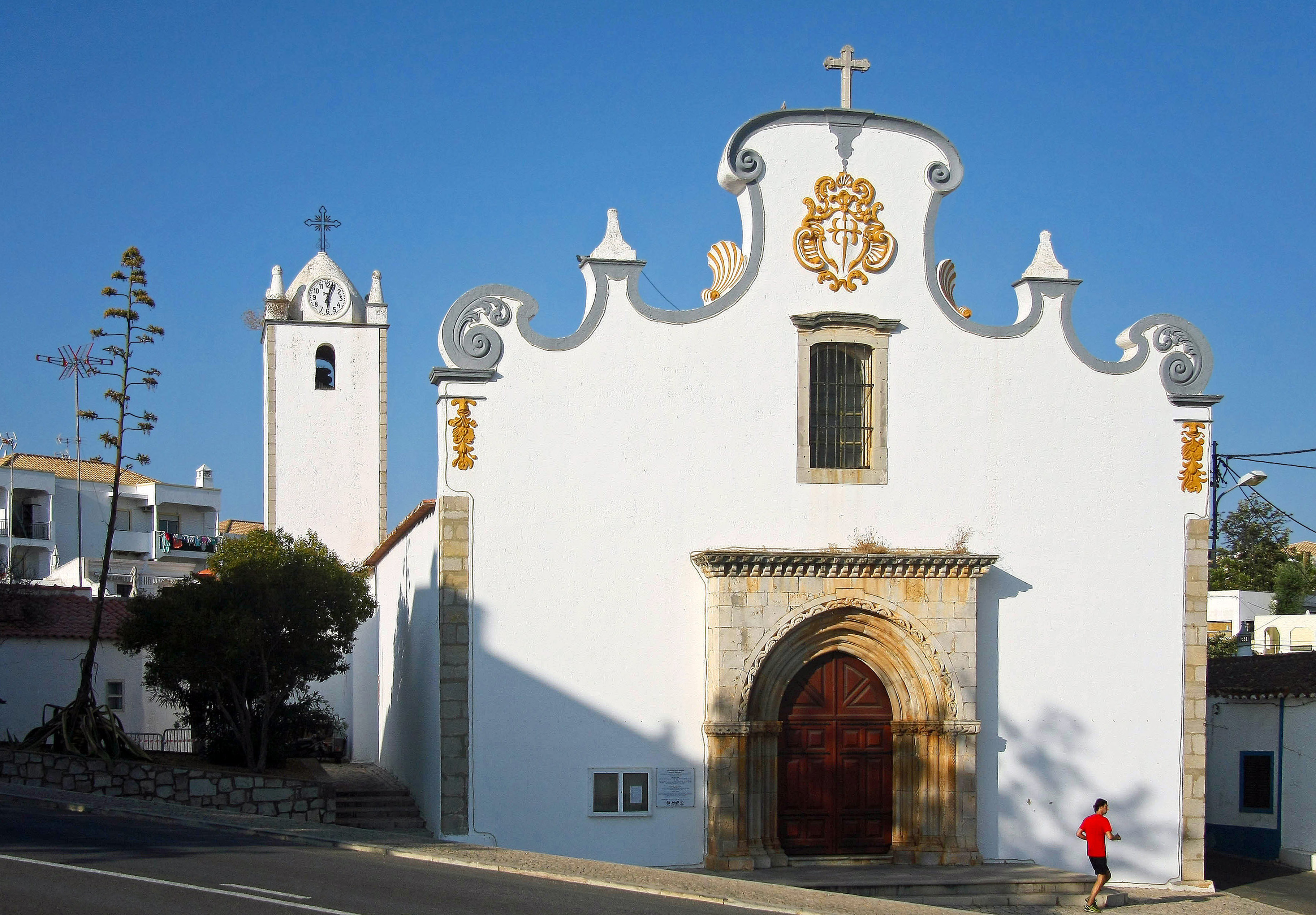
Igreja de Nossa Senhora de Conceição de Tavira
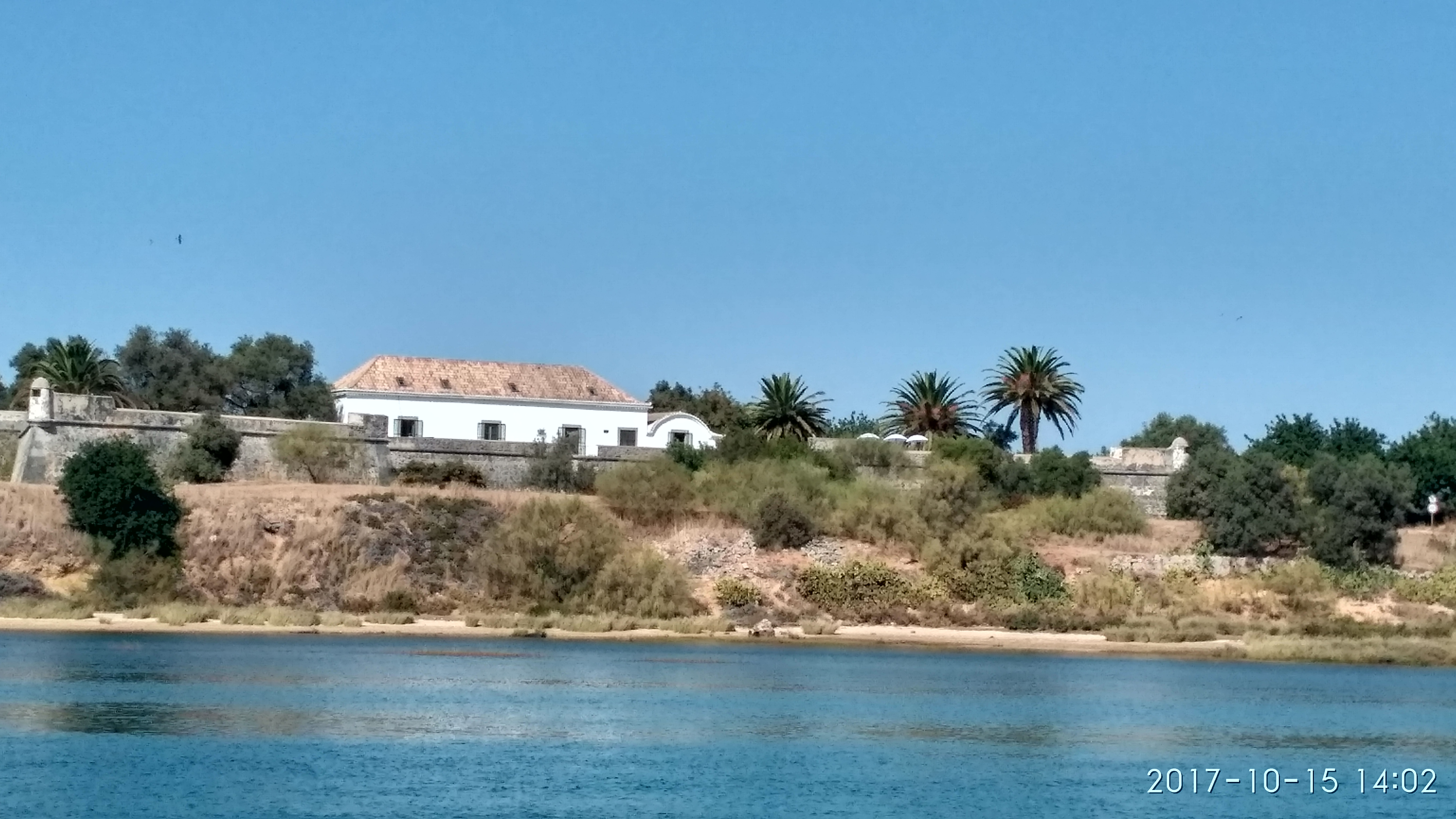
Forte de São João da Barra de Tavira
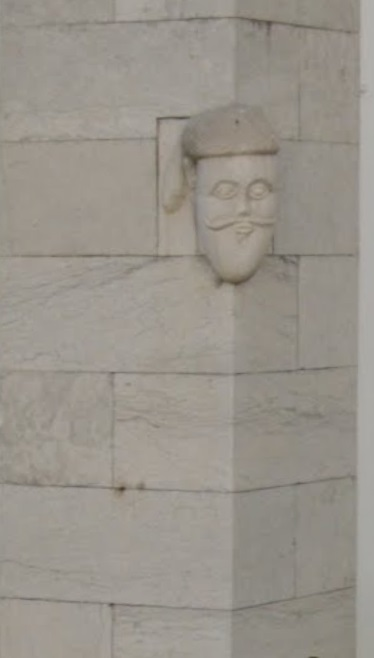
Rosto na esquina norte dos Paços do Concelho supostamente representando D. Paio, o conquistador de Tavira